# Semillac
Semillac é uma comuna francesa na região administrativa da Nova Aquitânia, no departamento de Charente-Maritime. Estende-se por uma área de 2,47 km². Em 2010 a comuna tinha 74 habitantes (densidade: 30 hab./km²).